# Fritz-Joachim von Rintelen

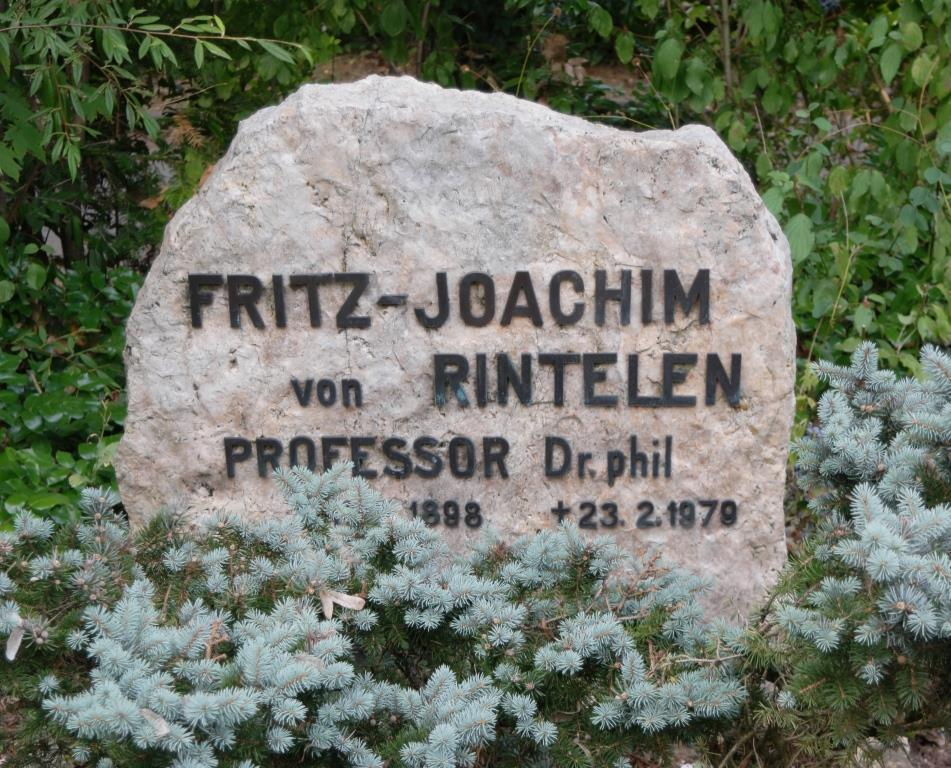
Grab von Fritz-Joachim von Rintelen auf dem Hauptfriedhof Mainz

Fritz-Joachim Paul von Rintelen (* 16. Mai 1898 in Stettin; † 23. Februar 1979 in Mainz) war ein deutscher Philosoph und Hochschullehrer.

## Leben
Fritz-Joachim von Rintelen entstammte einem alten Herforder Ratsgeschlecht. Er wurde als fünftes Kind des königlich preußischen Generalleutnants Wilhelm Rintelen (1855–1938) und seiner Frau Hedwig, geb. Russell (1865–1953), in Stettin geboren. Sein Vater, Sohn des Juristen und Zentrums-Politiker Viktor Rintelen (1826–1908), wurde im Jahr 1913 mit allen Nachkommen in den preußischen erblichen Adelsstand erhoben. Rintelens Mutter war die Tochter des Bankiers und Papenburger Oberbürgermeisters Emil Russell (1835–1907). Rintelen blieb unverheiratet.
Von Rintelen studierte Philosophie, Theologie, Psychologie und Pädagogik in Berlin, Innsbruck, Bonn und München. Seine Lehrer in München waren vor allem der Philosophiehistoriker Clemens Baeumker und der Psychologe Erich Becher. In München wurde Rintelen zunächst Mitglied der katholischen Studentenverbindung Saxonia im KV, trat dann aber 1920 aus dieser Verbindung aus und begründete mit anderen ehemaligen Mitgliedern der Saxonia und ehemaligen Rheno-Bavaren die Rheno-Bavaria im KV neu. Diese Verbindung war eine Wiederbegründung einer durch den Ersten Weltkrieg aufgelösten katholischen Studentengruppe. Rintelen trug bei der Wiederbegründung dieses 'akademischen Freundeskreises' das Hauptverdienst, u. a. in dem er der Rheno-Bavaria bis 1934 als Philistersenior vorstand und maßgeblich Vortragsveranstaltungen und Symposien organisierte.
1923 promovierte Rintelen mit einer Arbeit über „die religionsphilosophischen Probleme bei Eduard von Hartmann und ihre erkenntnistheoretischen-metaphysischen Grundlagen“. 1928 habilitierte er sich an der Universität München für Philosophie. 1931 zum a. o. Professor ernannt, folgte er 1934 einem Ruf an die Universität Bonn und erhielt dort im selben Jahr eine ordentliche Professur. Ab 1936 lehrte er in München, wurde dort aber in seiner Lehrtätigkeit immer mehr beschnitten, bis er 1941 aus politischen Gründen ganz seinem Amt enthoben wurde. Im Februar 1941 wurde durch den Gauleiter Adolf Wagner der Lehrstuhl von Rintelens zwecks „einheitlicher Ausrichtung des nationalsozialistischen Unterrichtswesens“ aufgehoben und von Rintelen „bis auf weiteres beurlaubt“. Aus diesem Grunde, und weil wegen ergangener Anzeigen Verhaftungsgefahr bestand, brachten etwa 70 Studenten unter der Leitung der Geschwister Scholl vor dem Hause von Rintelen eine Demonstration dar, um ihre Verbundenheit zu bezeugen. Am 11. Juni 1941 beantragte er die Aufnahme in die NSDAP und wurde zum 1. Juli desselben Jahres aufgenommen (Mitgliedsnummer 8.801.145). 1941 bis 1945 lebte er als Privatgelehrter in Deidesheim. Nach dem Krieg war er einer der Mitbegründer der Johannes Gutenberg-Universität Mainz und hatte dort bis zu seiner Emeritierung im Jahre 1969 den Lehrstuhl für Philosophie, Psychologie und Pädagogik inne. Mit einer Rede von Rintelens wurde die Universität Mainz im Sommer 1946 eröffnet.
Von Rintelen war Gastprofessor an den Universitäten Córdoba, Argentinien (1950/51), Los Angeles (1957), Tokio (1972) und Chicago (1973). Vortragsreisen führten ihn durch Nord- und Südamerika, nach Mexiko, Israel, Iran, Japan und Indien. 1948 war er Präsident des II. Deutschen Philosophen-Kongresses nach dem Zweiten Weltkrieg in Mainz, dem 1946 der I. Kongress in Garmisch-Partenkirchen vorangegangen war und der 1950 den III. Kongress in Bremen zur Folge hatte, auf dem die Allgemeine Gesellschaft für Philosophie in Deutschland gegründet und Helmuth Plessner zu ihrem ersten Präsidenten gewählt wurde. Er war außerdem Vizepräsident und Präsident des Institut international des Etudes Européennes.
Zu seinen Schülern gehörte Rudolph Berlinger.

## Forschungen und Lehre
Rintelen begründete in der Auseinandersetzung mit der historischen Entwicklung der Wertphilosophie und der Existenzphilosophie den sog. Wertrealismus. Dieser versteht sich als denkende Durchdringung der Zeit in realistischer Annäherung an die gegebene Wirklichkeit, um in den Grundzügen des gegenwärtigen Zeitalters Sinn- und Werthaftes aufzuspüren, welches sich in der Geschichte der Ideen und Werte als lebendiger Geist entfaltet und erhellt. In Goethe sah er einen Wegbereiter dieses Denkens. Die Widersprüchlichkeiten eines Handelns, das aus Mangel an verbindlichen Inhalten allein in der Dynamik des Willens seinen Sinn sieht, vergleicht er es mit dem Verhalten eines Kranken, der sich in der Hoffnung, dann besser zu liegen, von der einen Seite auf die andere wirft, statt sein Sinnen und Trachten darauf zu richten, gesund zu werden.
Nach dem Zweiten Weltkrieg mahnte von Rintelen seine Studenten: „Gebt der Zeit einen großen Gedanken, damit sie davon leben kann. Dieser Gedanke ist die Idee der Freiheit.“

## Ehrungen
- 1949 Lima: Dr. litt. h. c.
- 1949 Santiago de Chile: Dr. em artes h. c.
- 1963 Córdoba: Dr. phil h. c.
- Ehrenmitglied zahlreicher philosophischer Gesellschaften
- 1960 Festschrift „Sinn und Sein“ (siehe Literatur)
- 1978 Bundesverdienstkreuz erster Klasse

## Buchveröffentlichungen (Auswahl)
- Pessimistische Religionsphilosophie der Gegenwart. Dr. F. A. Pfeiffer & Co., München 1924. Dissertation.
- Der Versuch einer Überwindung des Historismus bei Ernst Troeltsch. 1929.
- Albert der Deutsche und wir. Meiner, Leipzig 1935.
- Realismus – Idealismus? In: Carmelo Ottaviano: Kritik des Idealismus. Aschendorff, Münster 1941.
- Goethe als abendländischer Mensch. Kupferberg Verlag, Mainz 1946.
- Dämonie des Willens. Eine geistesgeschichtlich-philosophische Untersuchung. Kirchheim Verlag, Mainz 1947
- Von Dionysos zu Apollon. Der Aufstieg im Geiste. Metopen Verlag Wiesbaden 1948.
- Philosophie der Endlichkeit als Spiegel der Gegenwart. Westkulturverlag, Meisenheim/Glan 1951. 2. Aufl. 1960.
- Der Rang des Geistes. Niemeyer, Tübingen 1955. 2., erweiterte, Auflage Hain Verlag, Meisenheim 1970.
- Der europäische Mensch. Austria-Ed., Wien 1957.
- Philosophie des lebendigen Geistes in der Krise der Gegenwart. Musterschmidt Verlag, Göttingen, Zürich, Frankfurt a. M. 1977.